# تک‌سیخچه‌ها
تک‌سیخچه‌ها (نام علمی: Monura) نام یک راسته از رده حشره است.